# Geomagnetisk solstorm i 1859
Den geomagnetiske solstorm i 1859, også kendt som solsuperstormen i 1859
eller Carrington-hændelsen,
var en stærk geomagnetisk solstorm i 1859 under solcyklus 10. Et soludbrud og/eller gigantisk soludbrud producerede en solstorm som ramte jordens magnetosfære og inducerede den største kendte geomagnetiske solstorm, som blev observeret af Richard C. Carrington.

## Carringtons soludbrud
Fra 28. august 1859 til 2. september blev talrige solpletter og soludbrud observeret på solen. Lige før middag d. 1. september observerede den britiske astronom Richard Carrington den største solfakkel,
som forårsagede at en større gigantisk soludbruds (CME) solstorm blev sendt med kurs mod jorden. Den ramte jorden 17 timer senere. Sådan en rejse tager normalt 3-4 dage.
Den 1. september 1859 observerede Carrington og Richard Hodgson; en anden engelsk amatør astronom, uafhængigt af hinanden den første observation af et soludbrud. Fordi en samtidig "crochet" blev observeret i Kew Observatory magnetometeret og dokumenteret af Balfour Stewart og en geomagnetisk storm blev observeret den følgende dag, formodede Carrington at der var en sol-terrestisk forbindelse. Verden over blev virkningerne af den geomagnetiske storm fra 1859 rapporteret – og samlet og udgivet af Elias Loomis som understøttede Carrington og Balfour Stewart observationerne.
Den 1-2. september 1859 skete den største dokumenterede geomagnetiske storm. Polarlys blev set verden rundt, selv i Caribien; dem der blev set over Rocky Mountains var så stærke, at det vækkede guldgraverne, som begyndte at tilberede morgenmad fordi de troede det var morgen. Folk som tilfældigvis var vågne i det nordøstlige USA kunne læse avis grundet polarlyset.
Telegrafsystemerne overalt i Europa og Nordamerika fejlede – og i nogle tilfælde fik telegrafisterne stød.
Telegrafpylonerne sendte gnister ud og telegrafpapir begyndte at brænde spontant.
Nogle telegrafsystemer fortsatte med at sende og modtage meddelelser på trods af at deres strømforsyning var slukket.
Den 3. september 1859, rapporterede Baltimore American and Commercial Advertiser, "Those who happened to be out late on Thursday night had an opportunity of witnessing another magnificent display of the auroral lights. The phenomenon was very similar to the display on Sunday night, though at times the light was, if possible, more brilliant, and the prismatic hues more varied and gorgeous. The light appeared to cover the whole firmament, apparently like a luminous cloud, through which the stars of the larger magnitude indistinctly shone. The light was greater than that of the moon at its full, but had an indescribable softness and delicacy that seemed to envelop everything upon which it rested. Between 12 and 1 o'clock, when the display was at its full brilliancy, the quiet streets of the city resting under this strange light, presented a beautiful as well as singular appearance."